# Gustaf Dillberg

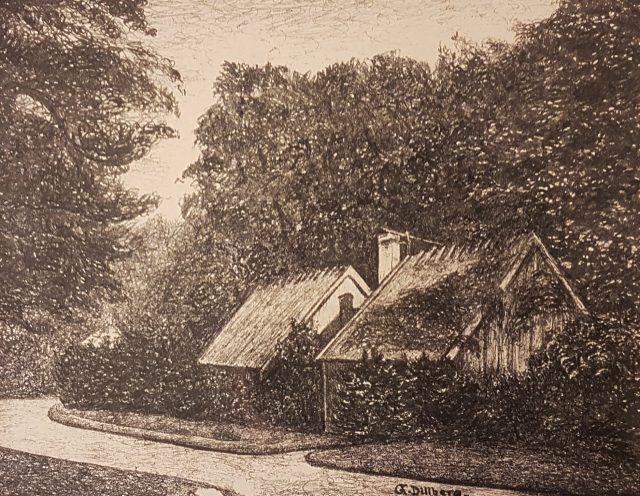
Särdalsstugan i Norre katts park i Halmstad, 1927. Teckning av Gustaf Dillberg.

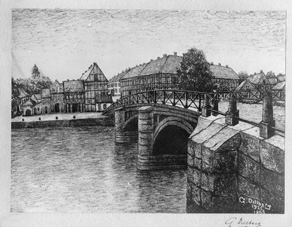
Österbro i Halmstad, 1866. Teckning av Gustaf Dillberg, 1925.

Gustaf Dillberg, född 1858, död 14 mars 1934 i Halmstad, var en svensk sjöman, ingenjör, guldgrävare och författare. Han var också bildkonstnär.
Gustaf Dillberg växte upp i Halmstad och utbildade sig i Halmstad och Lübeck i Tyskland. Han arbetade som sjöman och kom därigenom till Australien och Nya Zealand, där han verkade som ingenjör och guldgrävare.
I Nya Zealand vistades han åtminstone mellan 1879 och 1887. Han tecknade där i en skissbok, som visar att han besökt Wellington, Nelson, Picton, Auckland, Napier, Tauranga, New Plymouth och French Pass. Flertalet av skisserna i skissboken är från 1885.
I slutet på 1800-talet återvände Gustaf Dillberg till Halmstad, där han bland annat skrev flera äventyrsböcker, som publicerades 1902–1917. Han hade också konstnärliga ambitioner och gjorde på äldre dar tuschteckningar med halmstadmotiv.